# ニューランズ・スタジアム
ニューランズ・スタジアム（英語: Newlands Stadium）は、南アフリカ共和国・西ケープ州ケープタウンにあるスタジアム。ラグビーユニオンのストーマーズとウェスタン・プロヴィンスのホームスタジアムとなっている。

## 概要
過去には、アヤックス・ケープタウンFCもホームスタジアムとして使用していたが現在はアスローン・スタジアムに移っており使用されていない。